# Danika Harris
Danika Holbrook-Harris (Durham, 15 de septiembre de 1972) es una deportista estadounidense que compitió en remo. Su esposo Ben Holbrook compitió en el mismo deporte.
Ganó dos medallas en el Campeonato Mundial de Remo, en los años 1993 y 1994. Participó en los Juegos Olímpicos de Atenas 2004, ocupando el quinto lugar en la prueba de cuatro scull.

## Palmarés internacional
| Campeonato Mundial | Campeonato Mundial            | Campeonato Mundial | Campeonato Mundial        |
| Año                | Lugar                         | Medalla            | Prueba                    |
| ------------------ | ----------------------------- | ------------------ | ------------------------- |
| 1993               | Račice (República Checa)      | Medalla de bronce  | Cuatro sin timonel ligero |
| 1994               | Indianápolis (Estados Unidos) | Medalla de oro     | Cuatro sin timonel ligero |